# Tritophia phoebe
Tritophia phoebe är en fjärilsart som beskrevs av Siebert 1790. Tritophia phoebe ingår i släktet Tritophia och familjen tandspinnare. Inga underarter finns listade i Catalogue of Life.